# Team Corratec-Vini Fantini/2024
Deze pagina geeft een overzicht van de Team Corratec-Vini Fantini-wielerploeg in 2024.

## Algemene gegevens
Teammanager: Serge Parsani
Ploegleiders: Francesco Frassi, Fabiana Luperini, Marco Zamparella
Fietsmerk: Corratec

## Renners
| Naam                      | Geboortedatum | Nationaliteit       | Ploeg 2023                         |
| ------------------------- | ------------- | ------------------- | ---------------------------------- |
| Matteo Amella             | 26-10-2001    | Italië              |                                    |
| Davide Baldaccini         | 22-05-1998    | Italië              |                                    |
| Alexandre Balmer*         | 04-05-2000    | Zwitserland         | Team Jayco AlUla                   |
| Niccolò Bonifazio         | 29-10-1993    | Italië              | Intermarché-Circus-Wanty           |
| Valerio Conti             | 30-05-1993    | Italië              |                                    |
| Valentin Darbellay        | 19-11-1997    | Zwitserland         | Elite Fondations Cycling Team      |
| Antoine Debons            | 17-02-1998    | Zwitserland         | Philippe Wagner Cycling            |
| Roberto Carlos González** | 21-05-1994    | Panama              | Mg.K Vis-Colors for Peace          |
| Alessandro Iacchi         | 26-05-1999    | Italië              |                                    |
| Jakub Mareczko            | 30-04-1994    | Italië              | Alpecin-Deceuninck                 |
| Giulio Masotto            | 14-05-1999    | Italië              |                                    |
| Alessandro Monaco         | 04-02-1998    | Italië              | Team Technipes #inEmiliaRomagna    |
| Marco Murgano             | 29-03-1998    | Italië              |                                    |
| Simone Olivero            | 29-04-2001    | Italië              |                                    |
| Mark Padun                | 06-07-1996    | Oekraïne            | EF Education-EasyPost              |
| Andrij Ponomar            | 05-09-2002    | Oekraïne            |                                    |
| Lorenzo Quartucci         | 05-04-1999    | Italië              |                                    |
| Carlos Samudio ***        | 05-10-1997    | Panama              | Mg.K Vis-Colors for Peace          |
| Kristian Sbaragli         | 08-05-1990    | Italië              | Alpecin-Deceuninck                 |
| Mark Stewart              | 25-08-1995    | Verenigd Koninkrijk | Bolton Equities Black Spoke        |
| Jan Stöckli               | 08-01-1999    | Zwitserland         |                                    |
| Kyrylo Tsarenko           | 13-10-2000    | Oekraïne            | Hopplà-Petroli Firenze-Don Camillo |
| Etienne van Empel         | 14-04-1994    | Nederland           |                                    |
| Attilio Viviani           | 18-10-1996    | Italië              |                                    |
| Samuele Zambelli          | 02-04-1998    | Italië              |                                    |

* vanaf 14 mei
** vanaf 31 maart
*** vanaf 1 augustus

### Stagiairs
Per 1 augustus 2023
| Naam                | Geboortedatum | Nationaliteit | Vorige ploeg                  |
| ------------------- | ------------- | ------------- | ----------------------------- |
| Noah Bögli          | 01-08-1996    | Zwitserland   | Elite Fondations Cycling Team |
| Francesco Parravano | 17-12-2000    | Italië        | Aran Cucine Vejus             |
| Arnaud Tissières    | 14-05-1996    | Zwitserland   | Elite Fondations Cycling Team |

### Vertrokken
| Naam                  | Geboortedatum | Nationaliteit       | Ploeg 2024                       |
| --------------------- | ------------- | ------------------- | -------------------------------- |
| Antonio Barać         | 19-01-1997    | Kroatië             | gestopt                          |
| Nicolas Dalla Valle   | 13-09-1997    | Italië              | ?                                |
| Stefano Gandin        | 28-05-1996    | Italië              | Gestopt                          |
| Alexander Konysjev    | 25-07-1998    | Italië              | Team Vorarlberg                  |
| Charlie Quarterman    | 06-09-1998    | Verenigd Koninkrijk | Gestopt                          |
| Veljko Stojnić        | 04-02-1999    | Servië              | Lotus Team                       |
| German Nicolás Tivani | 31-10-1995    | Argentinië          | Aviludo-Louletano-Loulé Concelho |
| Karel Vacek           | 09-09-2000    | Tsjechië            | Burgos-BH                        |

## Overwinningen
| Ronde van Taiwan Bergklassement: Antoine Debons Circuito del Porto Jakub Mareczko Ronde van Griekenland 1e etappe b: Jakub Mareczko Due Giorni Marchigiana-G.P. Santa Rita Kyrylo Tsarenko | Ronde van Slovenië Bergklassement: Davide Baldaccini Ronde van Slowakije Bergklassement: Kyrylo Tsarenko Cupa Max Ausnit Kyrylo Tsarenko Ronde van Hainan 1e etappe: Jakub Mareczko |  |

Bingoal WB · Burgos-BH · Caja Rural-Seguros RGA · Equipo Kern Pharma · Euskaltel-Euskadi · Israel-Premier Tech · Lotto Dstny · Polti Kometa · Q36.5 Pro Cycling Team · TDT-Unibet Cycling Team · Team Corratec-Vini Fantini · Team Flanders-Baloise · Team Novo Nordisk · TotalEnergies · Tudor Pro Cycling Team · Uno-X Mobility · VF Group-Bardiani CSF-Faizanè
2022 · 2023 · 2024 · 2025